# Odaïr Fortes
Pour les articles homonymes, voir Fortes.
Odaïr Júnior Lopes Fortes, né le 31 mars 1987 à Praia (Cap-Vert), est un footballeur international cap-verdien, qui évolue au poste de milieu offensif.

## Biographie
Il vivait jusqu'en 2004 avec ses quatre frères et sœurs au Cap-Vert. Il débarque cette année-là dans le quartier du Moulin-Vert à Vitry-sur-Seine, chez son oncle qui lui apprend le métier de peintre en bâtiment.
À cette époque-là, il ne pense pas devenir footballeur professionnel et signe à l'UJA Alfortville. Il y reste trois saisons, devient champion de CFA 2 en 2008 et après plusieurs propositions très intéressantes pour lui, il décide de signer au Stade de Reims en 2008. Il est décrit sur le site www.stade-de-reims.com comme "excellent dribbleur, vif, technique, il a été repéré par Marc Collat, ancien entraîneur du Stade de Reims devenu agent de joueurs, qui l'a conseillé au club. Il joue dans le couloir droit et a signé pour deux saisons."
Alors qu'il n'est pas un titulaire indiscutable, le président d'Angers, Willy Bernard, affirme vouloir le recruter au mercato d'hiver 2008-09 après avoir eu un coup de cœur pour le joueur cap-verdien.
Pour sa première saison en Ligue 2, il joue tout de même 23 matchs et le club descend en National. Surnommé « le TGV », il réalise un bon début de saison 2009-10, en marquant notamment deux buts lors de ses sept premiers matchs de la saison.Il s'avère être un élément important de l'équipe rémoise et aide le club à remonter immédiatement en Ligue 2 et en étant vice-champion de National 2010.
En octobre 2010, son entraîneur, Hubert Fournier, décide de sanctionner Odaïr pour des retards répétés aux convocations (entraînements et matches).
Le 16 novembre 2010, alors qu'il est appelé pour la première fois dans le groupe de l'équipe du Cap-Vert, il est titulaire lors de la victoire 2-1, en match amical, contre la Guinée-Bissau et joue 69 minutes.
Le 25 mars 2011, Odaïr Fortes inscrit son premier but avec la sélection cap-verdienne face au Liberia pour les qualifications à la Coupe d'Afrique des Nations. Son équipe s'imposera 4 à 2.
Odaïr Fortes est l'un des artisans de la remontée rémoise dans l’élite du football français en 2012.
Il jouera son dernier match avec l'équipe du Cap-Vert le 8 octobre 2016 contre le Sénégal lors des qualifications à la CAN 2017.
Odaïr Fortes est laissé libre par le Stade de Reims à la fin de la saison 2016-2017. En septembre 2017, il s'engage avec le club de NorthEast United en Indian Super League. Fortes prendra part à quatre rencontres de championnat et n'inscrit pas de but.
En novembre 2019, libre de tout contrat, il retrouve la France en signant à l'EF Reims Sainte-Anne, club amateur évoluant en Régional 1. En retour, le club lui permet de valider sa formation de préparateur physique. Il y retrouve également son demi-frère, Edmilson Fortes, attaquant du RSA. Son retour sur les pelouses françaises se fait le 17 novembre 2019 lors du 7e tour de Coupe de France contre le Cormontreuil FC.

## Statistiques
| Saison                | Club                  | Championnat           | Championnat | Championnat | Championnat | Coupe nationale | Coupe nationale | Coupe nationale | Coupe de la Ligue | Coupe de la Ligue | Coupe de la Ligue | Total | Total | Total |
| Saison                | Club                  | Division              | M.          | B.          | P.d.        | M.              | B.              | P.d.            | M.                | B.                | P.d.              | M.    | B.    | P.d.  |
| 2008-2009             | Stade de Reims        | Ligue 2               | 23          | 0           | 2           | 2               | 1               | 0               | 0                 | 0                 | 0                 | 25    | 1     | 2     |
| 2009-2010             | Stade de Reims        | National              | 38          | 7           | 1           | 1               | 0               | 0               | 1                 | 0                 | 0                 | 40    | 7     | 1     |
| 2010-2011             | Stade de Reims        | Ligue 2               | 34          | 5           | 5           | 4               | 1               | 0               | 2                 | 0                 | 0                 | 40    | 6     | 5     |
| 2011-2012             | Stade de Reims        | Ligue 2               | 25          | 2           | 7           | 0               | 0               | 0               | 0                 | 0                 | 0                 | 25    | 2     | 7     |
| 2012-2013             | Stade de Reims        | Ligue 1               | 23          | 3           | 1           | 0               | 0               | 0               | 0                 | 0                 | 0                 | 23    | 3     | 1     |
| 2013-2014             | Stade de Reims        | Ligue 1               | 35          | 4           | 4           | 1               | 0               | 0               | 2                 | 0                 | 0                 | 38    | 4     | 4     |
| 2014-2015             | Stade de Reims        | Ligue 1               | 33          | 1           | 3           | 0               | 0               | 0               | 1                 | 0                 | 0                 | 34    | 1     | 3     |
| 2015-2016             | Stade de Reims        | Ligue 1               | 16          | 0           | 0           | 1               | 0               | 0               | 1                 | 0                 | 0                 | 18    | 0     | 0     |
| 2016-2017             | Stade de Reims        | Ligue 2               | 4           | 0           | 0           | 0               | 0               | 0               | 1                 | 0                 | 0                 | 5     | 0     | 0     |
| 2017-2018             | NorthEast United      | Indian Super League   | 4           | 0           | 0           | 0               | 0               | 0               | 0                 | 0                 | 0                 | 4     | 0     | 0     |
| Total sur la carrière | Total sur la carrière | Total sur la carrière | 235         | 22          | 23          | 9               | 2               | 0               | 8                 | 0                 | 0                 | 252   | 24    | 23    |

## Palmarès
Avec l'équipe de l'UJA Alfortville, il est champion de Division d'Honneur Paris Île-de-France en 2007 puis champion de CFA 2 2008. Avec le Stade de Reims, il est vice-champion de France de National en 2010 puis vice-champion de Ligue 2 2012.